# Julian Rafalski
Julian Bogumił Witold Rafalski (ur. 23 maja 1879 w Warszawie, zm. 23 listopada 1949 w Poznaniu) – polski leśnik–dendrolog, profesor Uniwersytetu Poznańskiego.

## Życiorys
Syn Józefa (kolejarz) i Wandy z domu Koźmińska. W rodzinnym mieście uczęszczał do szkoły średniej. Od 1899 do 1902 roku był studentem na Wydziale Przyrodniczym Cesarskiego Uniwersytetu Warszawskiego i następnie w Petersburgu w Cesarskim Instytucie Leśnictwa, kończąc go w 1907 roku i otrzymując tytuł inżyniera leśnictwa I stopnia. Pracował w rosyjskiej administracji leśnej w latach 1908–1920 i odbywając szereg zagranicznych podróży naukowych, żeby poznać gospodarkę leśną w Europie Środkowej.
Do Polski powrócił w marcu 1920, pracując w Gdańsku i Poznaniu jako inspektor lasów państwowych. Na Uniwersytecie Poznańskim na Wydziale Rolniczo–Leśnym był od października 1921 roku kierownikiem Zakładu Inżynierii Leśnej i Budownictwa Leśnego, prowadząc zajęcia dydaktyczne i prace naukowo–badawcze nad mechanicznymi własnościami i użytkowaniem drewna. Profesorem nadzwyczajnym został w 1922, a dziekanem Wydziału Rolniczo–Leśnego w roku akademickim 1930/31. Odbył podróże badawcze w 1924 roku po lasach Wielkiej Brytanii i Stanów Zjednoczonych, w 1926 roku po lasach Afryki i Brazylii oraz w 1923 i 1930 roku Francji.
Jako jeden z pierwszych zabiegał o budowę polskiego portu handlowego w Gdyni. Prowadził również akcje na rzecz organizacji leśnictwa i ochrony przyrody. W pracy Lasy i leśnictwo Wielkopolski i Pomorza przedstawiał potrzeby polskiego leśnictwa. Na UP stworzył wielką kolekcję ksylologiczną, która składała się z około 10 tysięcy próbek drewna i była trzecią co do wielkości w świecie. W Warszawie spędził okres okupacji, pracując w Ogrodach Miejskich jako robotnik.
W 1945 roku powrócił do Poznania i zajął się odbudową Zakładu, którym przed wojną kierował. W 1948 roku otrzymał nominację na profesora zwyczajnego. Ponad 40 rozpraw i publikacji ogłosił drukiem, a 14 dalszych przygotował w latach okupacji, ale w czasie powstania warszawskiego zaginęły. Zmarł w Poznaniu 23 listopada 1949 roku.

## Życie prywatne
Od 1907 był żonaty z Jadwigą (z domu Kirjacką), z którą miał dwóch synów: Jana (1909–1995), profesora zoologii na UAM i Józefa (1911–1971), doktora inżyniera leśnictwa.